# Prosjek (Prnjavor)
Pour les articles homonymes, voir Prosjek.
Prosjek (en serbe cyrillique : Просјек) est un village de Bosnie-Herzégovine. Il est situé dans la municipalité de Prnjavor et dans la république serbe de Bosnie. Selon les premiers résultats du recensement bosnien de 2013, il compte 324 habitants.

## Démographie

### Évolution historique de la population dans la localité
| 1948 | 1953 | 1961 | 1971 | 1981 | 1991 | 2013 |
| ---- | ---- | ---- | ---- | ---- | ---- | ---- |
| -    | -    | 774  | 665  | 598  | 476  | 324  |

|  |